# Serie Mundial de 2020
La Serie Mundial de la temporada 2020 de las Grandes Ligas de Béisbol se disputó del 20 al 27 de octubre  entre los campeones de la Liga Americana, Tampa Bay Rays, y de la Liga Nacional, Los Angeles Dodgers. 
Fue ganada por Los Angeles Dodgers en seis juegos, siendo el séptimo título de la franquicia en su historia. Participaron en su tercera Serie Mundial en cuatro temporadas y decimosegunda desde que tienen como sede a la ciudad de Los Ángeles. En temporada regular lograron un récord de 43-17 para el primer puesto de la División Oeste, y en postemporada ganaron las respectivas series a Milwaukee Brewers por 2-0 (serie de comodín), San Diego Padres por 3-0 (serie divisional) y a Atlanta Braves en siete juegos (4-3) para alcanzar el título de la liga.
En tanto, Tampa Bay Rays acabaron la temporada regular con un registro de 40 triunfos y 20 derrotas con el que terminaron en el primer puesto de la División Este, mientras que en postemporada lograron derrotar a Toronto Blue Jays (2-0) por serie de comodín, New York Yankees por Serie Divisional (3-2) y Houston Astros por el título de la liga (4-3). Fue su segunda aparición en la Serie Mundial desde 2008. Ambos conjuntos se enfrentarán por primera vez en la historia por el título de las Grandes Ligas de Béisbol.    
Todos los juegos se desarrollaron en el estadio Globe Life Field en Arlington, Texas, por lo que fue la primera vez en la historia del «clásico de otoño» en el que existió una sola sede para definir al ganador desde 1944, aunque la primera en campo neutral. Tal como sucedió con la temporada regular, el evento deportivo se jugó bajo circunstancias especiales debido a la pandemia de COVID-19, en la que Estados Unidos era el país más afectado.
El ganador de la serie se definió por el equipo que logró cuatro victorias en un máximo de siete encuentros. La postemporada se jugó con un total de dieciséis equipos, ocho por cada liga y a eliminatoria directa. En la primera ronda de eliminatoria (series por el comodín) el equipo con mejor marca fue favorecido para jugar en su propio campo, mientras que las rondas de series por división, por el campeonato de liga y la Serie Mundial tuvieron lugar en campos neutrales.
Para salvaguardar la salud de los participantes se tomaron medidas sanitarias como la presencia limitada de público en los estadios, el uso de mascarilla y distanciamiento físico; y para agilizar el desarrollo del juego tuvo efecto la inclusión del bateador designado para todos los encuentros.

## Postemporada
La MLB anunció el formato de los playoffs el 15 de septiembre. Constará de ocho equipos de cada liga: los dos mejores equipos de cada división, más los equipos de cada liga con los dos mejores récords siguientes. 
La Serie de Comodines será  al mejor de tres, mientras que la Serie Divisional , la Serie de Campeonato de la Liga y la Serie Mundial tendrán su duración normal. Los juegos de la Serie de Comodines se jugarán en 
el campo local del equipo cabeza de serie más alto. La serie de campeonatos de división y liga se jugará en burbujas de sitio neutral, similares a las que se usan tanto para la NBA como para la NHL, 
para limitar la posibilidad de otro brote de COVID-19 que podría interrumpir el cronograma y afectar la integridad competitiva.
En la Liga Americana la ronda divisional se jugarán en el Petco Park y Dodger Stadium y la serie de Campeonato se jugaran en el Petco Park, mientras que la Liga Nacional la ronda divisional se jugarán en el Globe Life Field y Minute Maid Park y la serie de Campeonato se jugaran en el Globe Life Field. La Serie Mundial se llevará a cabo en Globe Life Field.
|  | Comodín        | Comodín             | Comodín |                     |   | Serie Divisional    | Serie Divisional | Serie Divisional |  |   | Serie de Campeonato | Serie de Campeonato | Serie de Campeonato |  |   | Serie Mundial  | Serie Mundial | Serie Mundial |  |
|  |                |                     |         |                     |   |                     |                  |                  |  |   |                     |                     |                     |  |   |                |               |               |  |
|  |                |                     |         |                     |   |                     |                  |                  |  |   |                     |                     |                     |  |   |                |               |               |  |
|  | 1              | Tampa Bay Rays      | 2       |                     |   |                     |                  |                  |  |   |                     |                     |                     |  |   |                |               |               |  |
|  | 1              | Tampa Bay Rays      | 2       |                     |   |                     |                  |                  |  |   |                     |                     |                     |  |   |                |               |               |  |
|  | 8              | Toronto Blue Jays   | 0       |                     |   |                     |                  |                  |  |   |                     |                     |                     |  |   |                |               |               |  |
|  | 8              | Toronto Blue Jays   | 0       |                     | 1 | Tampa Bay Rays      | 3                |                  |  |   |                     |                     |                     |  |   |                |               |               |  |
|  |                |                     |         |                     | 1 | Tampa Bay Rays      | 3                |                  |  |   |                     |                     |                     |  |   |                |               |               |  |
|  |                |                     | 5       | New York Yankees    | 2 |                     |                  |                  |  |   |                     |                     |                     |  |   |                |               |               |  |
|  | 4              | Cleveland Indians   | 5       | New York Yankees    | 2 | 0                   |                  |                  |  |   |                     |                     |                     |  |   |                |               |               |  |
|  | 4              | Cleveland Indians   |         |                     |   |                     |                  |                  |  |   |                     |                     |                     |  |   |                |               |               |  |
|  | 5              | New York Yankees    | 2       |                     |   |                     |                  |                  |  |   |                     |                     |                     |  |   |                |               |               |  |
|  | 5              | New York Yankees    | 2       |                     |   |                     |                  |                  |  | 1 | Tampa Bay Rays      | 4                   |                     |  |   |                |               |               |  |
|  | Liga Americana |                     |         |                     |   |                     |                  |                  |  | 1 | Tampa Bay Rays      | 4                   |                     |  |   |                |               |               |  |
|  |                |                     | 6       | Houston Astros      | 3 |                     |                  |                  |  |   |                     |                     |                     |  |   |                |               |               |  |
|  | 3              | Minnesota Twins     | 6       | Houston Astros      | 3 | 0                   |                  |                  |  |   |                     |                     |                     |  |   |                |               |               |  |
|  | 3              | Minnesota Twins     |         |                     |   |                     |                  |                  |  |   |                     |                     |                     |  |   |                |               |               |  |
|  | 6              | Houston Astros      | 2       |                     |   |                     |                  |                  |  |   |                     |                     |                     |  |   |                |               |               |  |
|  | 6              | Houston Astros      | 2       |                     | 6 | Houston Astros      | 3                |                  |  |   |                     |                     |                     |  |   |                |               |               |  |
|  |                |                     |         |                     | 6 | Houston Astros      | 3                |                  |  |   |                     |                     |                     |  |   |                |               |               |  |
|  |                |                     | 2       | Oakland Athletics   | 1 |                     |                  |                  |  |   |                     |                     |                     |  |   |                |               |               |  |
|  | 2              | Oakland Athletics   | 2       | Oakland Athletics   | 1 | 2                   |                  |                  |  |   |                     |                     |                     |  |   |                |               |               |  |
|  | 2              | Oakland Athletics   |         |                     |   |                     |                  |                  |  |   |                     |                     |                     |  |   |                |               |               |  |
|  | 7              | Chicago White Sox   | 1       |                     |   |                     |                  |                  |  |   |                     |                     |                     |  |   |                |               |               |  |
|  | 7              | Chicago White Sox   | 1       |                     |   |                     |                  |                  |  |   |                     |                     |                     |  | 1 | Tampa Bay Rays | 2             |               |  |
|  |                |                     |         |                     |   |                     |                  |                  |  |   |                     |                     |                     |  | 1 | Tampa Bay Rays | 2             |               |  |
|  |                |                     | 1       | Los Angeles Dodgers | 4 |                     |                  |                  |  |   |                     |                     |                     |  |   |                |               |               |  |
|  | 1              | Los Angeles Dodgers | 1       | Los Angeles Dodgers | 4 | 2                   |                  |                  |  |   |                     |                     |                     |  |   |                |               |               |  |
|  | 1              | Los Angeles Dodgers |         |                     |   |                     |                  |                  |  |   |                     |                     |                     |  |   |                |               |               |  |
|  | 8              | Milwaukee Brewers   | 0       |                     |   |                     |                  |                  |  |   |                     |                     |                     |  |   |                |               |               |  |
|  | 8              | Milwaukee Brewers   | 0       |                     | 1 | Los Angeles Dodgers | 3                |                  |  |   |                     |                     |                     |  |   |                |               |               |  |
|  |                |                     |         |                     | 1 | Los Angeles Dodgers | 3                |                  |  |   |                     |                     |                     |  |   |                |               |               |  |
|  |                |                     | 4       | San Diego Padres    | 0 |                     |                  |                  |  |   |                     |                     |                     |  |   |                |               |               |  |
|  | 4              | San Diego Padres    | 4       | San Diego Padres    | 0 | 2                   |                  |                  |  |   |                     |                     |                     |  |   |                |               |               |  |
|  | 4              | San Diego Padres    |         |                     |   |                     |                  |                  |  |   |                     |                     |                     |  |   |                |               |               |  |
|  | 5              | St. Louis Cardinals | 1       |                     |   |                     |                  |                  |  |   |                     |                     |                     |  |   |                |               |               |  |
|  | 5              | St. Louis Cardinals | 1       |                     |   |                     |                  |                  |  | 1 | Los Angeles Dodgers | 4                   |                     |  |   |                |               |               |  |
|  | Liga Nacional  |                     |         |                     |   |                     |                  |                  |  | 1 | Los Angeles Dodgers | 4                   |                     |  |   |                |               |               |  |
|  |                |                     | 2       | Atlanta Braves      | 3 |                     |                  |                  |  |   |                     |                     |                     |  |   |                |               |               |  |
|  | 3              | Chicago Cubs        | 2       | Atlanta Braves      | 3 | 0                   |                  |                  |  |   |                     |                     |                     |  |   |                |               |               |  |
|  | 3              | Chicago Cubs        |         |                     |   |                     |                  |                  |  |   |                     |                     |                     |  |   |                |               |               |  |
|  | 6              | Miami Marlins       | 2       |                     |   |                     |                  |                  |  |   |                     |                     |                     |  |   |                |               |               |  |
|  | 6              | Miami Marlins       | 2       |                     | 6 | Miami Marlins       | 0                |                  |  |   |                     |                     |                     |  |   |                |               |               |  |
|  |                |                     |         |                     | 6 | Miami Marlins       | 0                |                  |  |   |                     |                     |                     |  |   |                |               |               |  |
|  |                |                     | 2       | Atlanta Braves      | 3 |                     |                  |                  |  |   |                     |                     |                     |  |   |                |               |               |  |
|  | 2              | Atlanta Braves      | 2       | Atlanta Braves      | 3 | 2                   |                  |                  |  |   |                     |                     |                     |  |   |                |               |               |  |
|  | 2              | Atlanta Braves      |         |                     |   |                     |                  |                  |  |   |                     |                     |                     |  |   |                |               |               |  |
|  | 7              | Cincinnati Reds     | 0       |                     |   |                     |                  |                  |  |   |                     |                     |                     |  |   |                |               |               |  |
|  | 7              | Cincinnati Reds     | 0       |                     |   |                     |                  |                  |  |   |                     |                     |                     |  |   |                |               |               |  |
|  |                |                     |         |                     |   |                     |                  |                  |  |   |                     |                     |                     |  |   |                |               |               |  |

|                                                             |
| Campeón de las Grandes Ligas Los Angeles Dodgers 7.º título |

## Roster
Actualizado el 20 de octubre de 2020.
|    | Lanzadores       |                      |    |     |  |
| 4  | Blake Snell      | Estados Unidos       | 27 | I/I |  |
| 15 | Aaron Loup       | Estados Unidos       | 32 | I/I |  |
| 20 | Tyler Glasnow    | Estados Unidos       | 27 | I/D |  |
| 29 | Pete Fairbanks   | Estados Unidos       | 26 | D/D |  |
| 48 | Ryan Yarbrough   | Estados Unidos       | 28 | D/I |  |
| 50 | Charlie Morton   | Estados Unidos       | 36 | D/D |  |
| 61 | Josh Fleming     | Estados Unidos       | 24 | D/I |  |
| 62 | Shane McClanahan | Estados Unidos       | 23 | I/I |  |
| 63 | Diego Castillo   | República Dominicana | 26 | D/D |  |
| 70 | Nick Anderson    | Estados Unidos       | 30 | D/D |  |
| 71 | Ryan Sherriff    | Estados Unidos       | 30 | I/I |  |
| 84 | John Curtiss     | Estados Unidos       | 27 | D/D |  |
| 81 | Ryan Thompson    | Estados Unidos       | 28 | D/D |  |
|    | Receptores       |                      |    |     |  |
| 7  | Michael Pérez    | Puerto Rico          | 28 | I/D |  |
| 10 | Mike Zunino      | Estados Unidos       | 29 | D/D |  |
|    | Infield          |                      |    |     |  |
| 1  | Willy Adames     | República Dominicana | 25 | D/D |  |
| 2  | Yandy Díaz       | Cuba                 | 29 | D/D |  |
| 8  | Brandon Lowe     | Estados Unidos       | 26 | I/D |  |
| 18 | Joey Wendle      | Estados Unidos       | 30 | I/D |  |
| 26 | Ji-man Choi      | Corea del Sur        | 29 | I/D |  |
| 43 | Mike Brosseau    | Estados Unidos       | 26 | D/D |  |
|    | Outfield         |                      |    |     |  |
| 11 | Hunter Renfroe   | Estados Unidos       | 28 | D/D |  |
| 13 | Manuel Margot    | República Dominicana | 26 | D/D |  |
| 14 | Brett Phillips   | Estados Unidos       | 26 | I/D |  |
| 17 | Austin Meadows   | Estados Unidos       | 25 | I/I |  |
| 25 | Yoshi Tsutsugo   | Japón                | 28 | I/D |  |
| 26 | Randy Arozarena  | México               | 25 | D/D |  |
| 39 | Kevin Kiermaier  | Estados Unidos       | 30 | I/D |  |
|    | Mánager          |                      |    |     |  |
|    | Kevin Cash       |                      |    |     |  |

|    | Lanzadores        |                      |    |     |  |
| 7  | Julio Urías       | México               | 24 | I/I |  |
| 17 | Joe Kelly         | Estados Unidos       | 32 | D/D |  |
| 21 | Walker Buehler    | Estados Unidos       | 26 | D/D |  |
| 22 | Clayton Kershaw   | Estados Unidos       | 32 | I/I |  |
| 46 | Tony Gonsolin     | Estados Unidos       | 26 | D/D |  |
| 41 | Jake McGee        | Estados Unidos       | 34 | I/I |  |
| 48 | Brusdar Graterol  | Venezuela            | 22 | D/D |  |
| 49 | Blake Trainen     | Estados Unidos       | 32 | D/D |  |
| 51 | Dylan Floro       | Estados Unidos       | 29 | I/D |  |
| 52 | Pedro Báez        | República Dominicana | 32 | D/D |  |
| 56 | Adam Kolarek      | Estados Unidos       | 31 | I/I |  |
| 57 | Alex Wood         | Estados Unidos       | 29 | D/I |  |
| 74 | Kenley Jansen     | Curazao              | 33 | A/D |  |
| 81 | Víctor González   | México               | 24 | I/I |  |
| 85 | Dustin May        | Estados Unidos       | 23 | D/D |  |
|    | Receptores        |                      |    |     |  |
| 15 | Austin Barnes     | Estados Unidos       | 30 | D/D |  |
| 16 | Will Smith        | Estados Unidos       | 25 | D/D |  |
|    | Infield           |                      |    |     |  |
| 5  | Corey Seager      | Estados Unidos       | 26 | I/D |  |
| 10 | Justin Turner     | Estados Unidos       | 26 | D/D |  |
| 13 | Max Muncy         | Estados Unidos       | 30 | I/D |  |
| 14 | Enrique Hernández | Puerto Rico          | 29 | D/D |  |
| 43 | Edwin Ríos        | Puerto Rico          | 26 | I/D |  |
| 45 | Matt Beaty        | Estados Unidos       | 27 | I/D |  |
|    | Outfield          |                      |    |     |  |
| 3  | Chris Taylor      | Estados Unidos       | 30 | D/D |  |
| 11 | AJ Pollock        | Estados Unidos       | 32 | D/D |  |
| 31 | Joc Pederson      | Estados Unidos       | 28 | I/I |  |
| 35 | Cody Bellinger    | Estados Unidos       | 25 | I/I |  |
| 50 | Mookie Betts      | Estados Unidos       | 28 | D/D |  |
|    | Mánager           |                      |    |     |  |
|    | Dave Roberts      |                      |    |     |  |

## Resultados
- Nota: La hora indicada corresponde al Horario del este de Norteamérica en horario de verano  (UTC -4).

### Juego 1
| Equipo  | 1 | 2 | 3 | 4 | 5 | 6 | 7 | 8 | 9 | C | H  | E |
| ------- | - | - | - | - | - | - | - | - | - | - | -- | - |
| Rays    | 0 | 0 | 0 | 0 | 1 | 0 | 2 | 0 | 0 | 3 | 6  | 0 |
| Dodgers | 0 | 0 | 0 | 2 | 4 | 2 | 0 | 0 | x | 8 | 10 | 0 |

LG: Clayton Kershaw (1-0)  LP: Tyler Glasnow (0-1)  
HRs:  TB – Kevin Kiermaier (1)  LAD – Cody Bellinger (1), Mookie Betts (1)
- Box score
- Asistencia: 11 388 espectadores.
- Tiempo: 3 h 24 m

| TB 3 - LAD 2 | 4ª | Cody Bellinger batea cuadrangular con hombre en base (Max Muncy, base por bolas).                            |
| TB 1 - LAD 2 | 5ª | Kevin Kiermaier batea cuadragular con las bases limpias.                                                     |
| TB 1 - LAD 3 | 5ª | Max Muncy batea para jugada de selección, Mookie Betts (base por bolas) anota.                               |
| TB 1 - LAD 4 | 5ª | Will Smith con batazo de una base empuja a Corey Seager (base por bolas).                                    |
| TB 1 - LAD 4 | 5ª | Ryan Yarbrough releva al lanzador abridor de Tampa Bay, Tyler Glasnow (4.1 EL, 3 H, 6 CL, 6 BB, 8 P, 1 HR).  |
| TB 1 - LAD 5 | 5ª | Chris Taylor con batazo sencillo empuja a Max Muncy al home.                                                 |
| TB 1 - LAD 6 | 5ª | Enrique Hernández con batazo sencillo empuja a Will Smith al home.                                           |
| TB 1 - LAD 7 | 6ª | Mookie Betts batea cuadrangular con las bases limpias.                                                       |
| TB 1 - LAD 8 | 6ª | Max Muncy con batazo de dos bases empuja a Justin Turner (doble) al home.                                    |
| TB 1 - LAD 8 | 7ª | Dylan Floro releva al lanzador abridor de Los Ángeles, Clayton Kershaw (6.0 EL, 2 H, 1 CL, 1 BB, 8 P, 1 HR). |
| TB 2 - LAD 8 | 7ª | Mike Brosseau con batazo sencillo empuja a Manuel Margot (sencillo) al home.                                 |
| TB 3 - LAD 8 | 7ª | Kevin Kiermaier con batazo sencillo empuja a Joey Wendle (doble) al home.                                    |

Comentarios
Los lanzadores abridores Clayton Kershaw, por los Dodgers, y Tyler Glasnow, por los Rays, mantuvieron el marcador en blanco en los primeros tres episodios. En el cuarto episodio, sin embargo, fue Glasnow quien cedió dos carreras por cuadrangular con hombre en base de Cody Bellinger. Kevin Kiermaier respondió por los Rays con otro batazo de cuatro esquinas para acortar el marcador, pero en el quinto episodio los angelinos montaron una ofensiva de cuatro carreras que incluyó dos bases robadas de Mookie Betts. Para el sexto episodio los Dodgers anotaron dos carreras más, con aporte de cuadrangular de Betts, para dejar el marcador 8-1. En la séptima entrada, los Rays agregaron dos carreras a su favor (8-3) antes que Mike Zunino con dos hombres en base, con un out, y ante los lanzamientos de Víctor González, tuvieran la oportunidad de sumar carreras, pero una jugada de doble matanza acabó con las expectativas.

### Juego 2
| Equipo  | 1 | 2 | 3 | 4 | 5 | 6 | 7 | 8 | 9 | C | H  | E |
| ------- | - | - | - | - | - | - | - | - | - | - | -- | - |
| Rays    | 1 | 0 | 0 | 2 | 2 | 1 | 0 | 0 | 0 | 6 | 10 | 0 |
| Dodgers | 0 | 0 | 0 | 0 | 2 | 1 | 0 | 1 | 0 | 4 | 5  | 1 |

LG: Nick Anderson (1-0)  LP: Tony Gonsolin (0-1)  SV: Diego Castillo (1)  
HRs:  TB – Brandon Lowe (2)  LAD – Chris Taylor (1), Will Smith (1), Corey Seager (1)
- Box score
- Asistencia: 11 472 espectadores.
- Tiempo: 3 h 40 m.

| TB 1 - LAD 0 | 1ª | Brandon Lowe batea cuadrangular con bases limpias.                                                         |
| TB 1 - LAD 0 | 2ª | Dylan Floro releva al lanzador abridor de Los Ángeles, Tony Gonsolin (1.1 EL, 1 H, 1 CL, 1 BB, 1 P, 1 HR). |
| TB 3 - LAD 0 | 4ª | Joey Wendle con batazo de dos bases empuja a Manuel Margot (sencillo) al home.                             |
| TB 5 - LAD 0 | 5ª | Brandon Lowe anota cuadrangular con hombre en base (Austin Meadows, sencillo).                             |
| TB 5 - LAD 2 | 5ª | Chris Taylor anota cuadrangular con hombre en base (Enrique Hernández, base por bolas).                    |
| TB 5 - LAD 2 | 5ª | Nick Anderson releva al lanzador abridor de Tampa Bay, Blake Snell (4.2 EL, 2 H, 2 CL, 4 BB, 9 P, 1 HR).   |
| TB 6 - LAD 2 | 6ª | Joey Wendle con batazo de sacrificio empuja a Ji-man Choi (sencillo) al home.                              |
| TB 6 - LAD 3 | 6ª | Will Smith anota cuadrangular con las bases limpias.                                                       |
| TB 6 - LAD 4 | 8ª | Corey Seager anota cuadrangular con las bases limpias.                                                     |
| TB 6 - LAD 4 | 9ª | Diego Castillo salva el juego para Tampa Bay.                                                              |

Comentarios
Los Rays se adelantaron en el marcador justo en el primer episodio con batazo de home run de Brandon Lowe, a la que sumaron dos más tanto en la cuarta como en la quinta entrada, en esta última con otro batazo de cuatro bases de Lowe. El abridor de Tampa Bay, Blake Snell, mantuvo silenciada a la ofensiva de los Dodgers por cuatro episodios y 2/3 con seis ponches a su cuenta, hasta que Chris Taylor bateó un cuadrangular con hombre en base. Joey Wendle empujó la sexta carrera para los Rays en la sexta entrada, mientras los angelinos, a fuerza de cuadrangulares solitarios en ese mismo episodio y en el octavo, acercaron el marcador a dos carreras (6-4). Pero con Aaron Loup y Diego Castillo en el montículo en la parte baja del noveno, los Rays lograron empatar la Serie Mundial.

### Juego 3
| Equipo  | 1 | 2 | 3 | 4 | 5 | 6 | 7 | 8 | 9 | C | H  | E |
| ------- | - | - | - | - | - | - | - | - | - | - | -- | - |
| Dodgers | 1 | 0 | 2 | 2 | 0 | 1 | 0 | 0 | 0 | 6 | 10 | 0 |
| Rays    | 0 | 0 | 0 | 0 | 1 | 0 | 0 | 0 | 1 | 2 | 4  | 0 |

LG: Walker Buehler (1-0)  LP: Charlie Morton (0-1)  
HRs:  LAD – Justin Turner (1), Austin Barnes (1)  TB – Randy Arozarena (1)
- Box score
- Asistencia: 11 447 espectadores.
- Tiempo: 3 h 14 m

| LAD 1 - TB 0 | 1ª | Justin Turner batea cuadrangular con bases limpias.                                                           |
| LAD 3 - TB 0 | 3ª | Max Muncy con batazo sencillo empuja a Corey Seager (base por golpe) y Justin Turner (doble) al home.         |
| LAD 4 - TB 0 | 4ª | Austin Barnes con batazo de sacrificio empuja a Cody Bellinger (sencillo) al home.                            |
| LAD 5 - TB 0 | 4ª | Mookie Betts con batazo sencillo empuja a Joc Pederson (sencillo) al home.                                    |
| LAD 5 - TB 0 | 5ª | John Curtiss releva al lanzador abridor de Tampa Bay, Charlie Morton (4.1 EL, 7 H, 5 CL, 1 BB, 6 P, 1 HR).    |
| LAD 5 - TB 1 | 5ª | Willy Adames con batazo doble empuja a Manuel Margot (doble) al home.                                         |
| LAD 6 - TB 1 | 5ª | Austin Barnes batea cuadrangular con las bases limpias.                                                       |
| LAD 6 - TB 1 | 7ª | Blake Treinen releva al lanzador abridor de Los Ángeles, Walker Buehler (6.0 EL, 3 H, 1 CL, 1 BB, 6 P, 1 HR). |
| LAD 6 - TB 2 | 9ª | Randy Arozarena batea cuadrangular con las bases limpias.                                                     |

Comentarios
Para este juego fueron los Dodgers quienes se adelantaron en el marcador con cuadrangular solitario de Justin Turner en el primer episodio, y agregaron dos carreras más en la tercera entrada con batazo de una base de Max Muncy. La ofensiva countinuó en el cuarto inning ante los lanzamientos del abridor Charlie Morton para dejar el marcador 5-0. En contraste, Walker Buehler de los angelinos apenas cedía una base por bolas en cuatro entradas ante los Rays quienes pusieron una carrera a su favor en el quinto episodio con batazo de dos bases de Willy Adames. Un cuadrangular de Austin Barnes de Los Ángeles volvió a separar el marcador a cinco carreras entre ambos equipos (6-1) y fue hasta la parte baja del noveno inning que Randy Arozarena disparó un cuadrangular para dejar el marcador 6-2.

### Juego 4
| Equipo  | 1 | 2 | 3 | 4 | 5 | 6 | 7 | 8 | 9 | C | H  | E |
| ------- | - | - | - | - | - | - | - | - | - | - | -- | - |
| Dodgers | 1 | 0 | 1 | 0 | 1 | 1 | 2 | 1 | 0 | 7 | 15 | 2 |
| Rays    | 0 | 0 | 0 | 1 | 1 | 3 | 1 | 0 | 2 | 8 | 10 | 0 |

LG: John Curtiss (1-0)  LP: Kenley Jansen (0-1)  
HRs:  LAD – Justin Turner (2), Corey Seager (2)  TB – Randy Arozarena (2), Hunter Renfroe (1),  Brandon Lowe (3), Kevin Kiermaier (2)
- Box score
- Asistencia: 11 441 espectadores.
- Tiempo: 4 h 10 m

| LAD 1 - TB 0 | 1ª | Justin Turner batea cuadrangular con bases limpias.                                                              |
| LAD 2 - TB 0 | 3ª | Corey Seager batea cuadrangular con bases limpias.                                                               |
| LAD 2 - TB 0 | 4ª | Ryan Thompson releva al lanzador abridor de Tampa Bay, Ryan Yarbrough (3.1 EL, 5 H, 2 CL, 1 BB, 1 P, 2 HR).      |
| LAD 2 - TB 1 | 4ª | Randy Arozarena batea cuadrangular con bases limpias.                                                            |
| LAD 3 - TB 1 | 5ª | Max Muncy con batazo sencillo empuja a Corey Seager (sencillo).                                                  |
| LAD 3 - TB 2 | 5ª | Hunter Renfroe batea cuadrangular con las bases limpias.                                                         |
| LAD 3 - TB 2 | 5ª | Blake Trainen releva al lanzador abridor de Los Ángeles, Julio Urías (4.2 EL, 4 H, 2 CL, 1 BB, 9 P, 2 HR).       |
| LAD 4 - TB 2 | 6ª | Enrique Hernández con batazo de dos bases empuja a Will Smith (base por bolas).                                  |
| LAD 4 - TB 5 | 6ª | Brandon Lowe con cuadrangular empuja a Randy Arozarena (sencillo) y Ji-man Choi (base por bolas).                |
| LAD 6 - TB 5 | 7ª | Joc Pederson con batazo sencillo empuja a Corey Seager (sencillo) y Justin Turner (doble).                       |
| LAD 6 - TB 6 | 7ª | Kevin Kiermaier batea cuadrangular con las bases limpias.                                                        |
| LAD 7 - TB 6 | 8ª | Corey Seager con batazo sencillo empuja a Chris Taylor (doble).                                                  |
| LAD 7 - TB 8 | 9ª | Brett Phillips con batazo sencillo empuja a Kevin Kiermaier (base por bolas) y Randy Arozarena (base por bolas). |

Comentarios
Con sendos cuadragulares solitarios de Justin Turner y Corey Seager en la primera y tercera entrada los Dodgers se adelantaron en el marcador ante los lanzamientos de Ryan Yarbrough de Tamba Bay. Para la cuarta entrada Julio Urías cedió un cuadrangular a Rany Arozarena para que los Rays acortaran el marcador 2-1, pero en el quinto episodio Max Muncy volvió a adelantar a los angelinos (3-1) con batazo de una base, que llevó a Corey Seager al plato, pero los Rays respondieron con otro vuelacercas de Hunter Renfroe en la parte baja del mismo episodio (3-2). En el sexto inning la distancia de dos carreras a favor de los Dodgers retonrnó con batazo doble de Enrique Hernández que empujó a Will Smith. Para la sexta entrada, sin embargo, Brandon Lowe disparó su tercer cuadrangular de la serie con dos hombres en base para voltear el marcador 5-4 a favor de los Rays. En el séptimo turno de los angelinos fue Joc Pederson con batazo de una base quien les adelantó nuevamente al empujar a Corey Seager y Justin Turner (6-5), pero los de Tampa Bay, en el mismo episodio con cuadrangular de Kevin Kiermaier, segundo a su cuenta en el «clásico», niveló las acciones. Para el octavo episodio, los Dodgers, con sencillo de Seager (cuarto hit del juego, marca lograda también por Justin Turner), llevó a Chris Taylor para la séptima anotación. 
Así llegó la parte baja del noveno inning con los Dodgers con ventaja de una carrera y con la encomienda a Kenley Jansen en el montículo para cerrar el juego. Tras ponchar a Yoshi Tsutsugo, Jansen cedió un sencillo a Kevin Kiermaier y posteriormente logró otro out contra Joey Wendle. Con Arozarena al bate, Jansen le otorgó base por bolas por lo que enfrentó a Brett Phillips en su primer turno de la serie. Phillips se anotó un sencillo con el que Kiermaier logró el empate, y en atropellada jugada Max Muncy asistió al receptor Will Smith para impedir la anotación de Arozarena quien resbaló antes de pisar el plato, pero Smith dio un giro en el vacío y posteriormente botó la pelota lo que Arozarena aprovechó para anotar la octava y desiciva carrera que le brindó la victoria a los Rays para nivelar en triunfos a ambos equipos.

### Juego 5
| Equipo  | 1 | 2 | 3 | 4 | 5 | 6 | 7 | 8 | 9 | C | H | E |
| ------- | - | - | - | - | - | - | - | - | - | - | - | - |
| Dodgers | 2 | 1 | 0 | 0 | 1 | 0 | 0 | 0 | 0 | 4 | 6 | 1 |
| Rays    | 0 | 0 | 2 | 0 | 0 | 0 | 0 | 0 | 0 | 2 | 7 | 0 |

LG: Clayton Kershaw (2-0)  LP: Tyler Glasnow (0-2)  SV: Blake Treinen (1)  
HRs:  LAD – Joc Pederson (1), Max Muncy (1)
- Box score
- Asistencia: 11 437 aficionados.
- Tiempo: 3 h 30 m

| LAD 1 - TB 0 | 1ª | Corey Seager anota un sencillo, Mookie Betts (doble) anota.                                                 |
| LAD 2 - TB 0 | 1ª | Cody Bellinger anota un sencillo, Corey Seager anota.                                                       |
| LAD 3 - TB 0 | 2ª | Joc Pederson batea cuadrangular con las bases limpias.                                                      |
| LAD 3 - TB 1 | 3ª | Yandi Díaz con batazo triple empuja a Kevin Kiermaier (sencillo) al home.                                   |
| LAD 3 - TB 2 | 3ª | Randy Arozarena con batazo sencillo empuja a Yandi Díaz al home.                                            |
| LAD 4 - TB 2 | 5ª | Max Muncy batea cuadrangular con las bases limpias.                                                         |
| LAD 4 - TB 2 | 6ª | Aaron Loup releva al lanzador abridor de Tampa Bay, Tyler Glasnow (5.0 EL, 6 H, 4 CL, 3 BB, 7 P, 2 HR).     |
| LAD 4 - TB 2 | 6ª | Dustin May releva al lanzador abridor de Los Ángeles, Clayton Kershaw (5.2 EL, 5 H, 2 CL, 2 BB, 6 P, 0 HR). |
| LAD 4 - TB 2 | 9ª | Blake Treinen salva el juego para Los Ángeles.                                                              |

Comentarios
Por tercera vez consecutiva los Dodgers abrieron el marcador en la primera entrada, esta vez con batazos sencillos de Corey Seager y Cody Bellinger impulsores de una carrera cada uno ante los lanzamientos del abridor de Tampa Bay, Taylor Glasnow. En el segundo inning llegó una carrera más para los angelinos por intermedio de cuadrangular solitario de Joc Pederson. Para la parte baja del tercero los Rays respondieron con dos carreras para acercarse en el marcador (3-2) con triple impulsor de una carrera de Yandi Díaz y un batazo sencillo de Randy Arozarena que llevó al mismo Díaz al plato. Los Dodgers volvieron a separarse por una carrera con home run de Max Muncy en la quinta entrada mientras Clayton Kershaw llegaba hasta el sexto inning y 2/3 en el montículo por los Dodgers, en una faena en la que destacó el out de Manuel Margot quien intentó robarse el home en el cuarto inning. Tanto los relevistas de Los Ángeles como de Tampa Bay lograron contener la ofensiva de los contrarios, hasta que Blake Treinen se adjudicó el juego salvado para los Dodgers y el tercer triunfo de la serie.

### Juego 6
| Equipo  | 1 | 2 | 3 | 4 | 5 | 6 | 7 | 8 | 9 | C | H | E |
| ------- | - | - | - | - | - | - | - | - | - | - | - | - |
| Rays    | 1 | 0 | 0 | 0 | 0 | 0 | 0 | 0 | 0 | 1 | 5 | 0 |
| Dodgers | 0 | 0 | 0 | 0 | 0 | 2 | 0 | 1 | x | 3 | 5 | 0 |

LG: Víctor González (1-0)  LP: Nick Anderson  SV: Julio Urías (1)  
HRs:  TB – Randy Arozarena (3)  LAD – Mookie Betts (2)
- Box score
- Asistencia: 11 437 espectadores.
- Tiempo: 3 h 28 m

| TB 1 - LAD 0 | 1ª | Randy Arozarena batea cuadrangular con las bases limpias.                                                  |
| TP 1 - LAD 0 | 2ª | Dylan Floro releva al lanzador abridor de Los Ángeles, Tony Gonsolin (1.2 EL, 2 H, 1 CL, 2 BB, 4 P, 1 HR). |
| TP 1 - LAD 0 | 6ª | Nick Anderson releva al lanzador abridor de Tampa Bay, Blake Snell (5.1 EL, 2 H, 1 CL, 0 BB, 9 P, 0 HR)..  |
| TB 1 - LAD 1 | 6ª | Austin Barnes (sencillo) anota desde tercera base por wild pitch de Nick Anderson.                         |
| TB 1 - LAD 2 | 6ª | Corey Seager llega a primera base por jugada de selección, Mookie Betts (doble) anota.                     |
| TB 1 - LAD 3 | 8ª | Mookie Betts anota cuadrangular con las bases limpias.                                                     |
| TB 1 - LAD 3 | 9ª | Julio Urías salva el juego para Los Ángeles.                                                               |

Comentarios
Los Rays se pusieron adelante en el marcador en la primera entrada con cuadrangular de Randy Arozarena, el tercero a su cuenta en la serie. Posteriormente el lanzador Blake Snell mantuvo a raya a la ofensiva de los Dodgers con nueve ponches y sin permitir bases por bolas hasta que Austin Barnes le bateó el segundo hit para los angelinos en 5 entradas y 1/3, lo que motivó al mánager Kevin Cash a relevarlo por Nick Anderson. Sin embargo, los Dogders lograron voltear a su favor el partido con wild pitch de Anderson que aprovechó Barnes para llegar al home y en jugada de selección por batazo en el cuadro de Seager, Mookie Betts anotó la segunda carrera. Fue el mismo Betts quien disparó cuadragular solitario para dejar el marcador 3-1. Ese fue el resultado definitivo ya que los relevistas de los Dodgers lograron que los Rays no anotaran más carreras, siendo Julio Urías quien se encargó de sacar los últimos 3 outs que le brindaron el séptimo título de Serie Mundial a los Dodgers y el primero desde 1988.

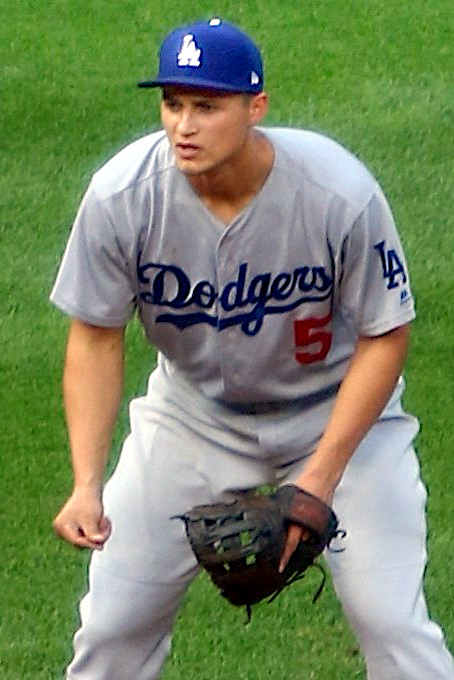
Corey Seager.

## Jugador más valioso
El campocorto de Los Angeles Dodgers Corey Seager fue nombrado el «Jugador más valioso» de la Serie Mundial. Su promedio de bateo fue de .400 y fue especialmente efectivo en el juego cuatro en el que anotó cuatro imparables. Además tuvo un promedio para alcanzar una base a la ofensiva de 556.
| Jugador      | Equipo | JJ | VB | CA | H | 2B | 3B | HR | CE | BB | K | BR | OR | AVE  |
| Corey Seager | LAD    | 6  | 20 | 7  | 8 | 0  | 0  | 2  | 5  | 4  | 6 | 1  | 0  | .400 |

JJ: Juegos jugados, VB: Veces al bate, CA: Carreras anotadas, H: Hits, 2B: Dobles, 3B: Triples, HR: Home runs, CE: Carreras empujadas, BB: Bases por bolas, K: Ponches, BR: Bases robadas, OR: Outs robando, AVE: Porcentaje de bateo.